# Atto di fondazione dell'abbazia di Tihany
L'atto di fondazione dell'abbazia di Tihany è un documento, risalente al 1055, che annovera le terre che re Andrea I d'Ungheria donò alla neonata abbazia di Tihany. Scritto perlopiù in latino, è il più antico documento di cui si ha conoscenza a includere parole ed espressioni in lingua ungherese.

## Contesto storico

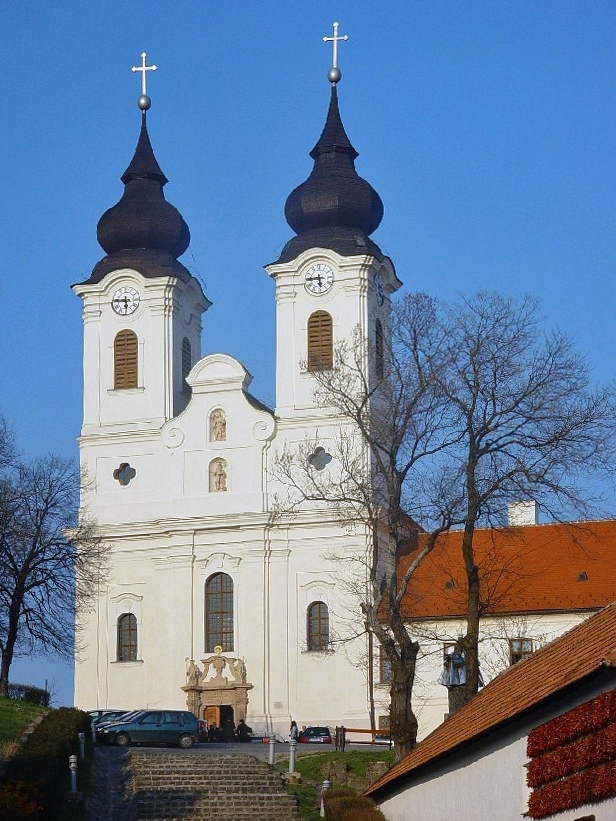
La chiesa abbaziale di Tihany

L'abbazia benedettina di Tihany fu fondata da re Andrea I e fu dedicata alla Vergine Maria e ad Aniano di Orléans. È probabile che l'atto di fondazione fosse stato composto dal vescovo di Giavarino, Nicola. I monaci benedettini furono insediati a Tihany dal re Andrea, il quale fece costruire per loro una chiesa e un monastero sulla collina della penisola di Tihany, vicino al lago Balaton. Il documento, scritto su una pergamena di tipo vellum, si trova oggi conservato nell'abbazia benedettina di Pannonhalma.
Vi viene menzionata una strada militare, presumibilmente risalente all'epoca romana della Pannonia e ancora percorsa nel Medioevo. Nello specifico, si trattava della strada principale che conduceva da Fehérvár a meridione. Fehérvár, la moderna Székesfehérvár nota in italiano come Albareale, era una delle città più importanti dell'Ungheria medievale.

## Contenuto
Le parole ungheresi nel testo riflettono l'evoluzione della lingua magiara dell'XI secolo. Non si tratta soltanto di nomi propri, ma anche di nomi comuni e frasi di piccola estensione.

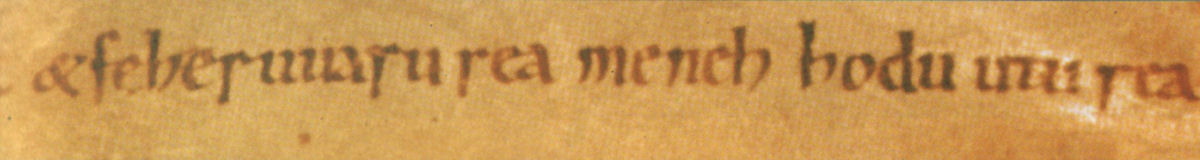
Il frammento ungherese più lungo contenuto nel testo latino

La più lunga di esse, «& feheruuaru rea meneh hodu utu rea» (in ungherese moderno: Fehérvárra menő hadi útra, ossia «sulla strada militare che conduce a Fehérvár»), dimostra chiaramente una fase linguistica in cui il suffisso -ra (-re dopo le vocali anteriori) non si fosse ancora evoluta in un suffisso da una posposizione, e in cui le vocali finali sono ancora conservate (si confronti 'Feheruuaru' con il moderno 'Fehérvár' e 'utu' con il moderno 'út': non si badi ai segni diacritici, poiché nel 1055 la grafia ungherese non era ancora sviluppata a tal punto da distinguere a/á e u/ú, ammesso esistessero a livello di pronuncia).
In totale, il documento include 58 parole ungheresi, tra cui Tichon, un'antica versione del nome Tihany.